# Tachibana Zuichō
Tachibana Zuichō (jap. 橘 瑞超, Tachibana Zuichō; * 7. Januar 1890 in Kabayaki-chō (heute: Naka-ku), Nagoya; † 4. November 1968) war ein japanischer Erforscher von Zentralasien und Offizier der kaiserlich japanischen Marine. Er nahm zwischen 1902 und 1910 an drei Expeditionen nach Zentralasien teil, die alle von Graf Ōtani finanziert wurden. Er reiste als Priester der buddhistischen Jōdo-Shinshū-Schule und wurde vom britischen und russischen Geheimdienst beargwöhnt.